# Josef Stadler (Unternehmer)
Josef Stadler (* 1. Dezember 1919 in Zürich; † 17. Dezember 1983 in Altstätten SG) war ein Schweizer Unternehmer und Mitbegründer der heutigen SFS Group, eines international tätigen Herstellers von Verbindungselementen und Präzisionskomponenten. Gemeinsam mit Hans Huber (1927– 2018) baute er das Unternehmen aus einer Eisenwarenhandlung zu einem international tätigen Industriekonzern aus.

## Herkunft und Ausbildung
Josef Stadler wurde am 1. Dezember 1919 in Zürich geboren. Er war der erste von zwei Söhnen des Eisenwarenhändlers Benjamin Stadler und seiner Frau Anna Stadler-Bischof (1892–1988). 1925 zog die Familie nach Thalwil, 1928 nach Altstätten SG, wo die Eltern eine Eisenwarenhandlung eröffneten.
Nach dem frühen Tod des Vaters führte Anna Stadler die Eisenwarenhandlung weiter. Josef Stadler half früh im Betrieb mit. 1934 begann er eine Lehre bei der Eisenhandlung Staub in Zürich, die er 1937 erfolgreich abschloss. Danach trat er in das Familienunternehmen «B. Stadlers Erben» ein.

## Tätigkeit während des Zweiten Weltkriegs
Mit Ausbruch des Zweiten Weltkriegs leistete Stadler wie viele seiner Altersgenossen in der Schweiz regelmässig Aktivdienst. Während dieser Zeit war der Familienbetrieb auf die Mitarbeit der Mutter und des jüngeren Bruders Benno angewiesen.
Während des Krieges kaufte Josef Stadler alte Eisenbahnschienen auf, liess sie zu Werkzeugen verarbeiten und verkaufte diese gewinnbringend weiter. 1943 stellte er Hans Huber als ersten Lehrling des Unternehmens ein. 1945 heiratete er Lina (genannt Lilly) Lüchinger (1918–2018), die Tochter des Bezirksammanns Carl Lüchinger, mit der er zwei Söhne (Karl und Josef) und eine Tochter (Annelies) hatte.

## Nachkriegszeit
Nach dem Zweiten Weltkrieg engagierte sich Stadler im Wiederaufbau und Ausbau der Eisenwarenhandlung. 1949 eröffnete er zusammen mit Hans Huber (1927–2018) eine Filiale in Heerbrugg, die zunächst in einem Mietobjekt untergebracht war. Kurze Zeit später wurde das ehemalige Hotel Central erworben und als Betriebsgebäude genutzt.
1955 erfolgte der Kauf der Firma Giger in Rheineck, was die Erweiterung zum Stahl- und Eisenwarenhändler mit Vollsortiment ermöglichte. 1957 wurde das Unternehmen «B. Stadlers Erben» in die Stadler AG umgewandelt, wobei Hans Huber Minderheitsaktionär wurde.

## Gründung der SFS Group
1960 gründeten Josef Stadler und Hans Huber die Presswerk Heerbrugg AG, die den Einstieg in die Kaltumformung von Metallen ermöglichte. Gleichzeitig wurde in Nefen bei Heerbrugg ein Schraubenlager errichtet.
In den folgenden Jahren erfolgten weitere Betriebserweiterungen, darunter der Bau eines Grobeisenlagers Nollenhorn in Au SG und die Erneuerung des Altstätter Geschäfts. Ab 1963 produzierte das Unternehmen Befestiger für die Mirage-Kampfflugzeuge.
1966 übernahm die Presswerk Heerbrugg AG eine amerikanische Lizenz zur Herstellung von Sonderschrauben, was die Position als europäischer Marktführer für Baubefestiger stärkte. Ende der 1960er-Jahre erfolgte die Aufteilung in die Produktionsgesellschaft SFS Presswerk Heerbrugg AG und die Verkaufsgesellschaft SFS Stadler AG.

## Expansion ins Ausland
In den 1970er-Jahren begann die internationale Expansion. 1971 übernahm die SFS die Fritz Haas GmbH in Deutschland. 1976 folgte mit der Übernahme der Visserie Technique in Valence, Frankreich, der Erwerb eines ersten Produktionsstandorts im Ausland.
1979 präsentierte die SFS eine Bohrschraube aus rostfreiem Stahl als Weltneuheit.

## Persönliches
Josef Stadler war Mitglied des Schweizer Alpen-Clubs (SAC) und betrieb in seiner Freizeit Gartenarbeit. Er erwarb eine Alp am Fusse des Hohen Kastens. Von 1951 bis 1963 bekleidete Stadler das Amt als CVP-Gemeinderat in Altstätten.
Aufgrund gesundheitlicher Probleme, darunter eine Beinamputation, zog sich Stadler in den späten 1970er-Jahren schrittweise aus dem operativen Geschäft zurück und wirkte nur noch im Verwaltungsrat. Am 17. Dezember 1983 starb er in Altstätten im Alter von 64 Jahren.